# 기술자들
《기술자들》(技術者들)은 2014년 12월 24일에 개봉한 대한민국의 하이스트 영화이다.
2012년 공모자들로 청룡영화상 신인감독상을 수상한 김홍선 감독의 두번째 작품으로, 인천 세관에 숨겨진 검은 돈 1,500억을 40분만에 훔쳐야 하는 최고 기술자들의 이야기를 다룬다. 제19회 부산국제영화제에서 개최된 2014 아시아필름마켓을 통해 중국, 홍콩, 대만, 필리핀에 선 판매를 확정했다.
아부다비 국제공항과 에미리트 팰리스, 힐튼 캐피탈 그랜드 호텔에서 촬영의 일부가 진행되었으며 아랍에미리트에서 촬영된 최초의 한국 영화이다. 2014년 11월 5일 네이버를 통해 예고편이 공개되었다. 11월 18일 롯데시네마 건대입구에서 제작보고회를 가졌다. 11월 24일 배급사 롯데엔터테인먼트가 2014년 12월 24일 개봉을 발표했다. 롯데엔터테인먼트는 2014년 11월 6일 티저 예고편을 공개하였으며, 11월 24일 메인 예고편이 최초로 공개하였다.
개봉 전 롯데엔터테인먼트는 2014년 12월 8일 롯데시네마 월드타워관에서 쇼 케이스를 진행하였으며, 김홍선 감독, 김우빈, 고창석, 이현우가 참석하였다. 이 날 쇼 케이스는 다음TV팟을 통해 인터넷으로도 생중계 되었다. 2014년 12월 16일에 롯데시네마 월드타워관에서 언론 시사회 및 VIP시사회를 개최하였다. 2014년 12월 22일 CGV 압구정에서 영화 상영 후 스타라이브톡 행사를 진행하였으며, 김홍석 감독, 김우빈, 고창석, 이현우가 참석하였다.

## 줄거리
뛰어난 실력을 자랑하는 만능 금고털이범 이지혁은 늘 같은 패턴으로만 돌아가는 판이 지겹다며 새로운 스케일을 원했고 인력 조달 일을 맡고있는 그의 파트너이자 절친한 형 김구인은 곧바로 사람을 알아보기 시작한다. 구인의 레이다망에 들어온 인물은 업계에서 최연소로 소문난 해커이자 불량 청년 박종배. 처음 종배는 남과의 동업을 탐탁치 않게 여겼지만 보석상 털이를 멋지게 성공시킨 이후에는 두 사람과 하나가 된다. 그리고 이런 세 사람을 눈여겨보는 이가 있었으니 바로 업계의 검은손 조대진 사장. 그는 자신의 계획에 세 사람을 끌어들인다.
처음 세 사람은 안 하겠다고 딱 잘라 이야기했지만 조대진은 오른팔 이주환을 시켜 알아낸 세 사람의 가족들(구인의 여동생, 종배의 아버지, 지혁이 만나는 은하)을 이용해 협박했고 결국 수락을 얻어냈다. 대진이 노리는 건 동북아 최고의 보안 시스템을 자랑한다는 인천 세관 시스템에 숨겨진 검은돈 1500억을 40분 만에 털어내는 것. 이후 세 사람은 완벽한 작전을 위해 만반의 준비를 하고 작전 당일, 인천 세관에 위장 잠입해 돈을 운반하기 위한 준비를 시작한다. 하지만 순조롭게 진행되던 일은 지혁이 작전 구역에서 이탈하면서 이를 알게 된 대진이 그를 쫓기 시작하면서 틀어지기 시작한다.

## 캐스팅

### 주연
- 김우빈 - 이지혁 역

본작의 주인공. 뛰어난 실력으로 다년간 경찰 조사를 유유히 피해 다니는 베테랑 금고털이범. 미대에서 서양학을 전공했다는 범죄자 답지 않은 특이한 이력을 가졌다.
- 고창석 - 김구인 역

본작의 서브 주인공. 지혁의 파트너이기 이전에 절친한 형동생지간. 하는 일은 사람을 구해주는 인력 조달. 업계에서 소문난 황금 인맥을 자랑한다.
- 이현우 - 박종배 역

본작의 서브 주인공. 업계에서 소문난 최연소 해커. 동료들까지 통수칠 정도로 소문이 안 좋은 편이다. 어느 날, 구인의 부탁으로 두 사람과 하나가 된다.
- 김영철 - 조대진 사장 역

본작의 만악의 근원이자 최종 보스. 인천세관에 숨겨진 검은돈을 노리는 업계의 검은 손. 자신의 계획에 세 사람을 끌어들인다.

### 조연
- 조윤희 - 오은하 역

갤러리에서 일하는 여직원. 지혁은 그녀에게 투자금을 명목으로 접근한다.
- 임주환 - 이주환 실장 역

본작의 중간 보스. 조사장의 오른팔. 사람을 죽이는 일도 우습게 여기는 피도 눈물도 없는 냉혈인으로 묘사된다.
- 신승환 - 공두식 반장 역

서울지방경찰청 광역수사대 지능범죄대응팀 반장. 어느 날, 보석상 절도 사건을 조사하던 지혁을 유력한 용의자로 보고 그를 체포한다.
- 신구 - 오 원장 역

지혁의 스승이자 은하의 아버지. 어느날, 높은건물에서 추락사한다.

### 기타
- 조달환 - 털보 역

자동차 개조 전문가.
- 정만식 - 검사 역[14]
- 지승현 - 형사 1 역
- 허준석 - 형사2 역
- 윤기창 - 형사 3 역
- 김준구 - 형사 4 역
- 정성일 - 심복 1 역
- 허지원 - 심복 2 역
- 김동희 - 추리닝 2 역
- 장지건 - 추리닝 3 역
- 반혜라 - 세미성 주인 역
- 김지운 - 양복 1 역
- 박대규 - 양복 2 역
- 김주헌 - 양복 3 역
- 김성규 - 형사2팀 형사 2 역
- 김근배 - 보석상 경찰 2 역
- 박소은 - 사무실 여직원 역
- 한지은 - 리포터 윤주환 카메라맨 역
- 한국진 - 종배 검거 형사 역
- 서지희 - 어린 은하 역
- 박성택 - 세관 고위 경찰 역
- 심훈기 - 밀수꾼 1 역
- 김방원 - 고층빌딩 경비 2 역
- 박성현 - 밀폐구역 경비 1 역
- 임영식 - 세관 통제실 남 2역

### 특별출연
- 오광록 - 민 교수 역 (특별출연)
- 임창정 - 욕먹는 요리사 역 (특별출연)
- 차태현 - 새로운 기술자 역 (특별출연)
- 최다니엘 - 갤러리 대표 역 (특별출연)
- 김창옥 - 윤 회계사 역 (특별출연)
- 정지윤 - 기술자 비서 1 역 (특별출연)
- 김사희 - 기술자 비서 2 역 (특별출연)
- 이성혜 - 기술자 비서 3 역 (특별출연)
- 배수연 - 여기자 역 (특별출연)

## 수상 및 후보
- 2015년 제10회 맥스무비 최고의 영화상 최고의 남자배우상 후보 김우빈